# Окуньовське сільське поселення (Бердюзький район)
Окуньо́вське сільське поселення (рос. Окунёвское сельское поселение) — муніципальне утворення у складі Бердюзького району Тюменської області, Росія.
Адміністративний центр — село Окуньово.

## Історія
Присілки Крутобереге та Савина були ліквідовані 2013 року.

## Населення
Населення — 803 особи (2020; 842 у 2018, 1050 у 2010, 1350 у 2002).

## Склад
До складу поселення входять такі населені пункти:
| Населений пункт        | Населення, осіб (2002) | Населення, осіб (2010) |
| ---------------------- | ---------------------- | ---------------------- |
| Карькова, присілок     | 125                    | 100                    |
| Крутобереге, присілок  | 51                     | 0                      |
| Нестерово, село        | 139                    | 91                     |
| Одишка, присілок       | 215                    | 120                    |
| Окуньово, село         | 807                    | 739                    |
| Первопесьяне, присілок | 0                      | 0                      |
| Савина, присілок       | 13                     | 0                      |